# Saitō Hajime

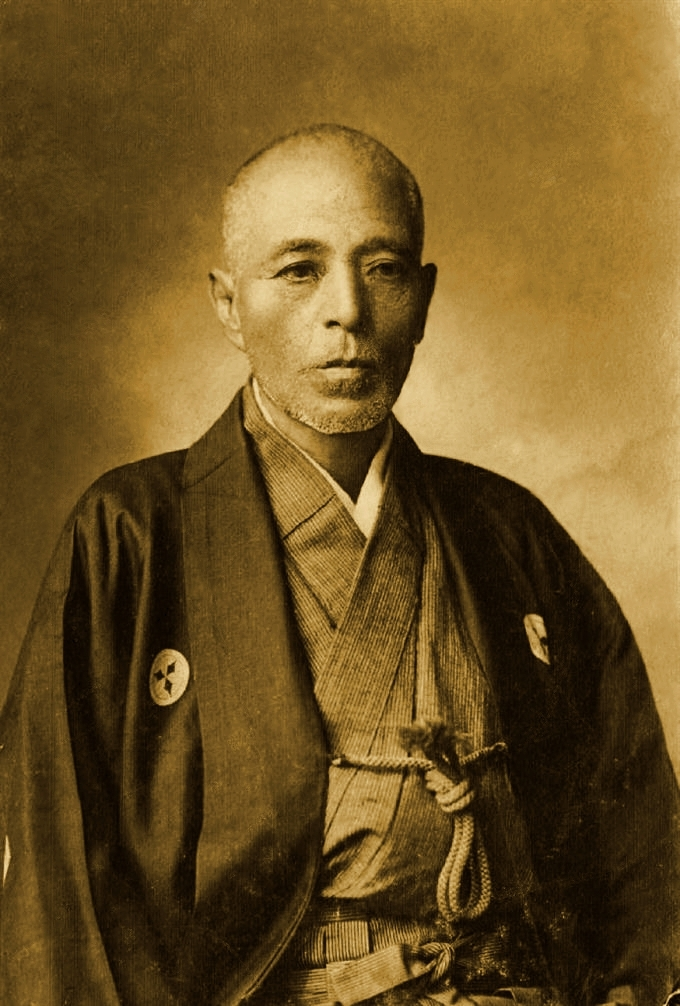
Saitō Hajime als Fujita Goro, das einzige Bild, das ihm mit relativ großer Sicherheit zugesprochen wird

Saitō Hajime (jap. 斎藤一; * 18. Februar 1844 in Edo, Provinz Musashi; † 28. September 1915) war der Anführer des dritten Korps der Shinsengumi, einer in Kyōto stationierten Polizeieinheit. Er war eines der wenigen Mitglieder der Truppe, die die Kämpfe der Endphase der Shōgunatszeit überlebten.
Er steht auf einer Ebene mit dem ersten Führer der Truppe, Okita Sōji und seinem Nachfolger Nagakura Shinpachi.

## Herkunft
Über seine Herkunft gibt es unter Experten verschiedene Ansichten. Sein Vater war vermutlich ein Fußsoldat namens Yūsuke. Seine Mutter soll aus einer Farmersfamilie aus Kawagoe gestammt haben. Sein Geburtsname soll Yamaguchi Hajime gewesen sein und er soll einen älteren Bruder und eine ältere Schwester gehabt haben. „Hajime Saitō“ ist nur einer von vielen Namen, die er in seinem Leben getragen hatte.

## Shinsengumi
Auch über die Frage, wie er zur Shinsengumi gestoßen ist, sind sich Historiker uneinig. Einer Behauptung zufolge hat er sich 1862 nach Kyōto begeben, nachdem er in Edo (eventuell ungewollt) einen Hatamoto getötet hatte. Ab dem Zeitpunkt hat er wahrscheinlich den Nachnamen Saitō benutzt.
Während seiner Zeit bei den Shinsengumi galt er als eine verschlossene und unnahbare Person.
Zu seinen Aufgaben gehörten Tätigkeiten wie sie heute ein militärischer Geheimdienst ausübt, nämlich mögliche feindliche Operationen in den eigenen Reihen zu ermitteln und geheimdienstliche und andere Aktivitäten des Feindes zu überwachen. So hat er auch im Itō-Fall ermittelt und einige korrupte Mitglieder der Shinsengumi getötet.
Bevor er der Schutztruppe beitrat, hat er eine Reihe von Schwertkampftechniken gemeistert, die Mugai ryu, Itto-ryu, Mizoguchi ha Itto Ryu und Tennen Rishin Ryu. Seine herausragendste Schwerttechnik war aber die linkshändige Hirazuki, welche von dem Strategen und Vize-Kommandeur der Truppe, Hijikata Toshizō, entwickelt worden war. Saitō hatte den Ruf eines starken und erbarmungslosen Kämpfers, und er wurde mit dem stärksten Schwertkämpfer der Shinsengumi, Okita Sōji, verglichen.
Im Boshin-Krieg (1868/69) wurde er der Kommandeur der Aizu Shinsengumi, da der bisherige Kommandeur, Hijikata Toshizō, verletzt war. Er befehligte seine Truppe unter dem Namen Yamaguchi Jirō, den er schon seit Ende 1867 verwendet hatte.

## Späteres Leben
Nach dem Ende der Shinsengumi änderte er seinen Namen in Fujita Goro und bekleidete eine höhere Position bei der Polizei. Er hatte auch weiterhin die Erlaubnis, ein Schwert zu tragen. Hajime Saitō heiratete 1874 Takagi Tokio, die älteste Tochter von Takagi Kojurō, eines Oberinspektors (O-metsuke). Mit ihr hatte er zwei Söhne, Tsutomu und Tsuyoshi. Außerdem adoptierte er Tatsuo, einen Jungen aus der Familie seiner Frau.

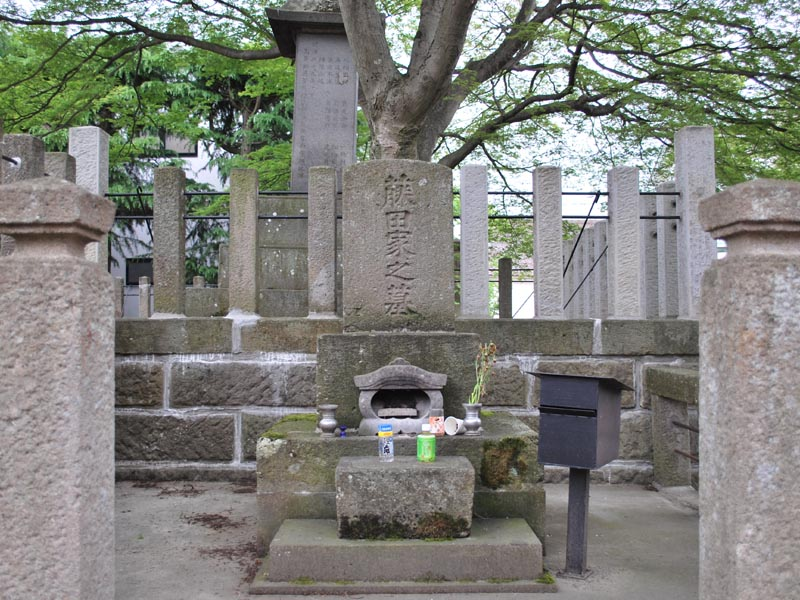
Saitō Hajimes Grab

Saitō war zeit seines Lebens ein Alkoholiker. Der Alkoholkonsum wird unter anderem als Ursache für seinen Tod angegeben. Er starb an einem Magengeschwür im Alter von 71 Jahren. Er erreichte also ein relativ hohes Alter, da die durchschnittliche Lebenserwartung eines Japaners auch in zivilen Berufen damals unter 50 Jahre betrug. Er hat, anders als Nagakura Shinpachi, bis zu seinem Tod keine Angaben zu seinem Leben oder seinen Aufgaben bei der Shinsengumi gemacht.
Es gibt keine Bilder, die zweifelsfrei Saitō Hajime darstellen. Es gibt eine Zeichnung, die aber tatsächlich auf dem Aussehen seines Sohnes basieren soll. Das Foto in diesem Artikel soll ihn unter dem Namen Fujita Goro darstellen. Der Ausschnitt ist einem Foto der Polizeieinheit entnommen und durch Ausschluss aller bekannten abgebildeten Personen blieb eine nicht eindeutig zu identifizierende Person, von der angenommen wird, dass sie Saitō darstellt.

## In der Fiktion
Manga und Anime
Die Geschichte der Shinsengumi und damit auch die von Hajime Saitō wurde von einigen Mangaka aufgenommen und als Manga gestaltet. So ist er als Fujita Goro in dem Comic Kenshin von Watsuki Nobuhiro in seiner Funktion als Polizist dargestellt. Die Art der Darstellung hat jedoch wenig mit dem Menschen Saitō zu tun. Seine Technik ist an die Originaltechnik angelehnt, ansonsten fiktiv. In Nanae Chronos Manga Peace Maker Kurogane von erscheint Hajime Saitō als Mitglied der Shinsengumi. Seine Darstellung unterscheidet sich stark von der in Kenshin, ist aber ebenso fiktiv. Ihm werden beispielsweise seherische Fähigkeiten zugeschrieben. Weiterer Manga, in dem Saitō erscheint, sind Kaze Hikaru, Getsumei Seiki, Burai und Hakuouki Shinsengumi Kitan.
Andere
Im Film Der letzte Feldzug der Samurai (Mibu gishi den) von 2003 wird Saitō von Kōichi Satō gespielt. Er erscheint außerdem in dem Videospiel Bakumatsu Renka Shinsengumi.